# Vörös-tó (Horvátország)
A Vörös-tó (horvátul: Crveno jezero) egy vízzel telt karsztgödör Horvátországban, Dalmácia területén, Split-Dalmácia megyében, Imotski település mellett másfél kilométerre északnyugatra. 1998-ban a Horvát Barlangkutató Egyesület nemzetközi barlangibúvár-expedíciót szervezett, amelynek során pontosan megmérték az 528 méteres magasságkülönbséget és a tó 287 méteres mélységét. Egyes adatok szerint ez a legmélyebb tó Európában. A tó 1969 óta geomorfológiai emlékként védettséget élvez.

## Leírása
A tó egy karsztgödör feletti boltozat összeomlásával jött létre. Van egy legenda Gavan palotáiról, miszerint az ókori múltban a tó felett paloták voltak, amelyek a mélybe omlottak, és ezen a helyen tavat hoztak létre. Nevét a nagyon meredek, majdnem függőleges, sziklás oldalainak vörös színéről kapta.
A tó széle nyílásának (0,4 km átmérőjű) abszolút magassága 425,4 m és 522,9 m között van. A vízszint abszolút magasságban 274,5 m (1958 június) és 252,8 m (1955 július) között ingadozik. A tó feneke 4,1 m tengerszint feletti magasságban van, azaz a tó mélysége 248,7 m és 270,4 m között van. Ha abszolút magassága 260 m-en van, akkor körülbelül 6,5 millió m³ vizet tartalmaz. Soha nem szárad ki, a szintingadozás 21,7 m.
1998-ban egy német, osztrák, svájci és horvát geológusokból, biológusokból, barlangkutatókból és hidrológusokból álló nemzetközi expedíció kutatta a tavat. M. Garašić vezetésével megállapították, hogy a tó feneke a tengerszint alatt van, és hogy van egy csatornahálózat, amelyen keresztül a víz beáramlik és ki is folyik a tóból.
2013. szeptember 28-án egy tengeralattjáró végzett a tóban méréseket, amelyben 255 méter mélységet határoztak meg. Tengeralattjárós felméréseket végeztek, 10 méterenként keresztmetszetet készítettek, és így ábrázolták a mélységet. A felvételek lehetővé teszik a tónak a 3D-s ábrázolását.
Frederic Swierczynski francia barlangkutató 2017. május 6-án fejest ugrott a Vörös-tóba, és a történelem első embere lett, aki a fenékig jutott. A merülés négy órán át tartott, és a francia 245 méteren érte el a tó alját.

## Növény- és állatvilág
A tó a pontyfélék családjába tartozó endemikus faj a Phoxinellus adspersus és más fajok élőhelye.

## Fordítás
Ez a szócikk részben vagy egészben  a   Crveno jezero című horvát Wikipédia-szócikk ezen változatának fordításán alapul.  Az eredeti cikk szerkesztőit annak laptörténete sorolja fel. Ez a jelzés csupán a megfogalmazás eredetét és a szerzői jogokat jelzi, nem szolgál a cikkben szereplő információk forrásmegjelöléseként.